# 8322 Кононович
8322 Кононович (8322 Kononovich) — астероїд головного поясу, відкритий 5 вересня 1978 року.
Тіссеранів параметр щодо Юпітера — 3,169.